# Methia aestiva
Methia aestiva là một loài bọ cánh cứng trong họ Cerambycidae.